# 2198 Ceplecha
2198 Ceplecha је астероид главног астероидног појаса са средњом удаљеношћу од Сунца која износи 2,593 астрономских јединица (АЈ).
Апсолутна магнитуда астероида је 14,3.